# يوسف طلبة
يوسف طلبة لاعب منتخب مصر في القوس والسهم. حصل على ميدالية ذهب وميدالية برونزية بدورة الألعاب الإفريقية بالمغرب، وميدالية ذهبية ببطولة المركز الدولي بسويسرا. شارك في الألعاب الأولمبية للشباب في الأرجنتين عام 2018. وهو الاعب المصري الوحيد المشارك في رياضة القوس والسهم في الألعاب الأولمبية الصيفية 2020.

## المشاركة الأولمبية

### طوكيو 2020
تأهل رياضيّان مصريّان لمنافسات النبالة الفردية والفرق المختلطة بتحقيقهم للميدالية الذهبية في ألعاب عموم أفريقيا 2019 في الرباط، المغرب.
| الرياضيّ           | الحدث                                                  | دور الترتيب | دور الترتيب | دور الـ64                        | دور الـ32     | دور الـ16     | ربع النهائي   | نصف النهائي   | النهائي / م.ب. | النهائي / م.ب. |
| الرياضيّ           | الحدث                                                  | النتيجة     | الترتيب     | الخصم النتيجة                    | الخصم النتيجة | الخصم النتيجة | الخصم النتيجة | الخصم النتيجة | الخصم النتيجة  | الترتيب        |
| ----------------- | ------------------------------------------------------ | ----------- | ----------- | -------------------------------- | ------------- | ------------- | ------------- | ------------- | -------------- | -------------- |
| يوسف طلبة         | النبالة في الألعاب الأولمبية الصيفية 2020 – رجال فردي ‏ | 645         | 56          | دينيس جانكن ‏ (كازاخستان) · خ 6–4 | لم يتأهل      | لم يتأهل      | لم يتأهل      | لم يتأهل      | لم يتأهل       | لم يتأهل       |
| يوسف طلبة أمل آدم | فرق مختلطة ‏                                            | 1215        | 29          | —                                | —             | لم يتأهلا     | لم يتأهلا     | لم يتأهلا     | لم يتأهلا      | لم يتأهلا      |